# لهستان
لهستان (به زبان لهستانی: Polska) با نام رسمی جمهوری لهستان (به لهستانی: Rzeczpospolita Polska)، کشوری در اروپای مرکزی است که از غرب با آلمان، از جنوب غربی با جمهوری چک، از جنوب با اسلواکی، از جنوب شرقی با اوکراین، از شرق با بلاروس، از شمال شرقی با لیتوانی و روسیه (منطقه برون‌بومی کالینینگراد) و از شمال با دریای بالتیک همسایه است. این کشور با بیش از ۳۱۲٬۶۷۹ هزار کیلومتر مربع مساحت، ۶۹اُمین کشور پهناور جهان و نهمین کشور پهناور اروپا محسوب می‌شود. همچنین با جمعیت ۳۷٫۸ میلیون نفری این کشور، سی و چهارمین کشور پرجمعیت جهان، هشتمین کشور در قاره اروپا و ششمین کشور در اتحادیه اروپا می‌باشد. لهستان با حاکمیتی یکپارچه، دارای ۱۶ استان است و پایتخت آن، ورشو نام دارد.
لهستان دارای حکومت جمهوری پارلمانی یکپارچه است. قوه مجریه این کشور به ترتیب رئیس‌جمهور و نخست‌وزیر هستند.

## نام
نام این کشور در بیشتر زبان‌های اروپایی صورتی از پُل است. در برخی زبان‌های اروپای شرقی به آن صورتی از «لِخ» یا «لِه» می‌گویند. لِخ یا لِه از نام قوم له می‌آید که حدود بیش از یک هزار سال پیش در سرزمین کنونی لهستان زندگی می‌کرده‌اند و به لخ (lęch) معروف بودند. نام این کشور در زبان فارسی لَهستان یا لِهستان تلفظ می‌شود و در زبان‌های لیتوانیایی، مجاری و ارمنی هم تقریبی به همین شکل هست.

## تاریخ

جنگ لهستان-لیتوانی و شوالیه‌های تتونیک بین دولتهای متحد، پادشاهی لهستان-دوک‌نشین بزرگ لیتوانی، علیه شوالیه‌های تتونیک درگرفت.

لِهِستان بزرگ در سال ۹۶۶ میلادی توسط میزکوی اول بنا نهاده شد که متعلق به خاندان پیاسْت بود. قبایل جنوبی لهستان، لهستان کوچک را تشکیل دادند. دو لِهِستان در سال ۱۰۴۷ میلادی توسط کازیمیر اول با یکدیگر متحد شدند، لهستان با یک ازدواج سلطنتی در سال ۱۳۸۶ میلادی بین دختر پادشاه لهستان و پسر پادشاه لیتوانی با این کشور ادغام شد. این دولت لِهِستانی - لیتوانیایی بین قرون ۱۴ تا ۱۶ میلادی به اوج اقتدار خود رسید. این دولت توانست در مقابل قدرت‌های برتر آن زمان مانند دولت شوالیه‌های تتونیک، روسیه تزاری و عثمانی، موفقیت‌هایی حاصل کند. فقدان یک پادشاهی نیرومند در سده ۱۸ میلادی باعث شد که ابرقدرت‌های آن زمان مثل، روسیه، پروس و اتریش بتوانند، لهستان را سه بار در سال‌های ۱۷۷۲، ۱۷۹۲ و ۱۷۹۵ میلادی تجزیه و تقسیم کنند، از آن پس دوران زوال لِهستان آغاز شد.

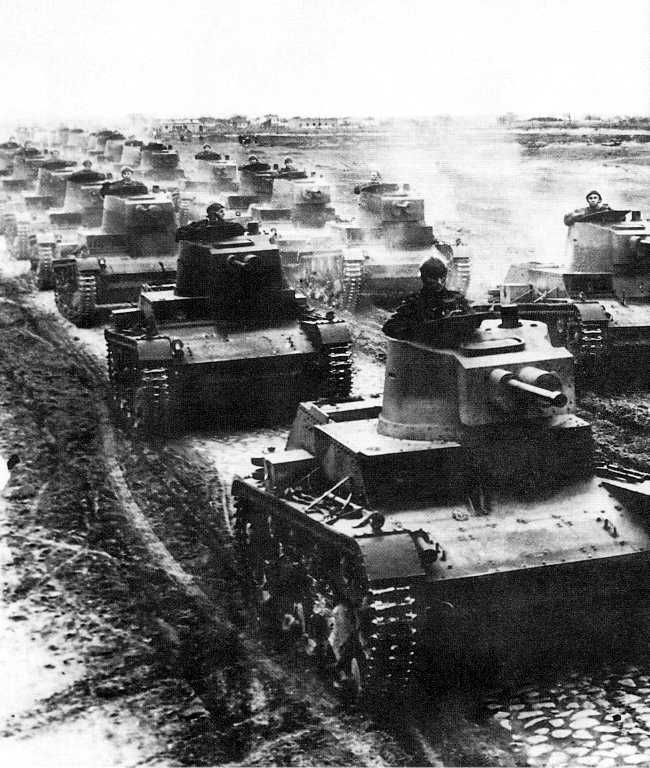
تانک‌های ارتش لهستان، مدتی قبل از تهاجم به لهستان

در سال ۱۹۱۸ و با به حکومت رسیدن مارشال یوزف پیلسودسکی لهستان بار دیگر در اروپا عرض اندام کرد، در ۱۱ نوامبر ۱۹۱۸ در لهستان یک نظام جمهوری برقرار گردید. در سال ۱۹۱۹، پیانیست و میهن‌پرست مشهور، ایگناتسی یان پادرفسکی نخست‌وزیر لِهستان شد. در سال ۱۹۲۶ پیلسودسکی در یک کودتا قدرت کامل را از آن خود کرد و تا زمان مرگش در ۱۲ می ۱۹۳۵ در لهستان یک حکومت دیکتاتوری برقرار نمود. در سال ۱۹۳۹ و پس از جنگ جهانی اول پیمان محرمانهٔ عدم تجاوز بین هیتلر (آلمان) و استالین (شوروی)، موسوم به پیمان مولوتوف - روبین تروپ امضا شد و این دو کشور لهستان را به‌طور مخفیانه بین خود تقسیم نمودند و با هم قرار گذاشتند که شوروی از شرق و آلمان از غرب لهستان را اشغال کنند. در ۱ سپتامبر ۱۹۳۹ همین اتفاق هم افتاد و شوروی و آلمان از شرق و غرب لهستان را اشغال کردند، و معاهدهٔ تقسیم لهستان در ۲۸ سپتامبر ۱۹۳۹ به امضای دو طرف رسید. ولادیسلاو راچیکیویتس رهبر تبعیدی لهستان که به فرانسه تبعید شده بود در تبعید یک حکومت تشکیل داد، پس از شکست و اشغال فرانسه در سال ۱۹۴۰، رازکیویس به لندن نقل مکان کرد. در ژوئن ۱۹۴۱، ارتش هیتلر با نادیده گرفتن پیمان خود با شوروی به این کشور حمله برد، در جریان این حمله کلیهٔ خاک لهستان به اشغال نازی‌ها درآمد. در دوران اشغال لهستان، نازی‌ها تلاش داشتند با ریشه‌کنی فرهنگ لهستانی، فرهنگ نازیسمی را جایگزین آن کنند.
با پیشروی ارتش شوروی به سمت ورشو، لهستانی‌های این شهر علیه اشغالگران نازی شورش کردند که به قیام ورشو مشهور هست. هدف این شورش این بود که اداره ورشو و لهستان پس از خروج آلمانی‌ها در دست لهستانی‌ها بماند. ارتش شوروی که از این شورش مطلع شده بود، از پیش روی به سوی ورشو بازایستاد و ارتش آلمان توانست این قیام را سرکوب کند. تنها کمکی که به شورشیان شد، به صورت مرسوله‌های هوایی بریتانیایی بود. ارتش آمریکا از ارسال محموله کمک‌رسانی به لهستانی‌ها خودداری کرد و شوروی نیز اجازه نداد که بریتانیایی‌ها از فرودگاه‌های تحت کنترل شوروی در عملیات کمک‌رسانی استفاده بکنند.
دولت در تبعید لهستان در سال ۱۹۴۴ با حکومت کمونیستی که توسط شوروی در لهستان روی کار آمده بود جایگزین شد، آن‌ها پس از آزادسازی شهر لوبلین واقع در شرق لهستان از دست کمونیست‌های وابسته به شوروی به این شهر رفته و در آنجا «دولت موقت لهستان» را تشکیل دادند. تعدادی از اعضای سابق دولت لهستان در تبعید (لندن) نیز به دولت لوبلین پیوسته و دولت وحدت ملی لهستان را پایه‌گذاری کردند. بلافاصله بریتانیا و آمریکا این دولت را به رسمیت شناختند، در ۲ اوت ۱۹۴۵ در برلین، هری ترومن رئیس‌جمهور آمریکا، جوزف استالین رهبر شوروی کمونیست و کلمنت اتلی نخست‌وزیر بریتانیا برای تعیین مرزهای غربی لهستان وارد عمل شدند. آن‌ها امتداد رودهای اودر و نیسه را مرز بین لهستان و غرب تعیین کردند (این مرز سرانجام به وسیلهٔ آلمان غربی در امضای پیمان عدم تجاوز در ۷ دسامبر ۱۹۷۰ پذیرفته شد). همچنین در ۱۶ اگوست ۱۹۴۵ لهستان مرزهای خود را با شوروی تعیین کرد. قانون اساسی جدید در سال ۱۹۵۲ از لهستان یک نظام دموکراتیک خلق که به نوعی تأثیرپذیری از شوروی بود، ساخت. در سال ۱۹۵۵ لهستان به عضویت پیمان ورشو درآمد و همچنین سیاست خارجی لهستان کاملاً مطابق و الگو برداری شده از شوروی بود.

## سیاست
والدیسلاو گومولکا در سال ۱۹۵۶ به عنوان رهبر حزب کارگران متحد (کمونیست) لهستان انتخاب شد، او خط فکری استالینگرایی را تقبیح کرده و بسیاری از استالینگرایان را از کشور اخراج کرد، گومولکا تلاش کرد روابط خود را با کلیسا بهبود بخشد، او همچنین بسیاری از مزارع اشتراکی را منحل کرد و مالکیت خصوصی را ترویج نمود. اما در سال ۱۹۷۰ ادوارد گیئرک جایگزین او شد و آزادی‌های سیاسی بیشتری به لهستان داد. اما در سال ۱۹۸۰ با ظهور اتحادیهٔ همبستگی به رهبری لخ والسا برقکار سابق کارگاه کشتی‌سازی لنین، او به دستور شوروی برکنار شد و استانیسلاو کانیا جایگزین او شد. اما یک سال بعد به دلیل عدم کفایت در برخورد با مخلفان برکنار شد و وویچیخ یاروزلسکی ژنرال ارتش لهستان رهبر حزب و کشور شد. او حکومت نظامی را برقرار ساخت و اتحادیهٔ همبستگی را نابود کرد. در نهایت او در سال ۱۹۸۹ با ظهور مجدد لخ والسا و اتحادیهٔ همبستگی، مذاکرات را با مخالفان شروع کرد و در سال ۱۹۹۰ از مقام خود به‌عنوان رئیس‌جمهور لهستان استعفا داد و جمهوری خلق لهستان جای خود را به جمهوری لهستان فعلی داد.
پس از از هم پاشیدن شوروی سوسیالیست دوران حکومت کمونیست‌ها بر لهستان نیز به پایان رسید. لهستان به همراه چک و مجارستان در سال ۱۹۹۹ به عضویت ناتو درآمد. در آغاز جنگ آمریکا با عراق لهستان همواره یار وفادار آمریکا بود، لهستان در قالب نیروهای چندملیتی در عراق، ۲۰۰ سرباز به این کشور گسیل داشت. در آوریل ۲۰۰۵ لهستان اعلام نمود تا پایان این سال کلیهٔ نظامیان خود مستقر در عراق را از این کشور خارج می‌کند.
در ۱ مارس ۲۰۰۴ میلادی لهستان به اتحادیهٔ اروپا پیوست، در ۲ مه همین سال لسزاک میلر از سمت خود استعفا داد، زیرا محبوبیت او به علت فساد گسترده و افسار گسیخته و همچنین ادامهٔ آشفتگی اقتصادی این کشور به کمتر از ۱۰ ٪ رسیده بود، مارک بلکا وزیر پیشین دارایی لهستان جایگزین او شد. در ۲۳ دسامبر ۲۰۰۵ لخ کاچینسکی از حزب محافظه کار رئیس‌جمهور جدید لهستان معرفی و جایگزین الکساندر کواشنیوسکی از حزب کمونیست شد، کازیمیرز مارسینکیویسز نیز به سمت نخست‌وزیر منصوب شد. در ژوئیه ۲۰۰۶ رئیس‌جمهور لهستان، نخست‌وزیر مارسینکیویسز را برکنار و برادر دوقلوی خود، یاروسواف کاچینسکی که رهبر حزب قانون و عدالت بود را به عنوان نخست‌وزیر جدید لهستان منصوب کرد. یاروسلاو، نخست‌وزیر به علت داشتن حمایت برادرش که رئیس‌جمهور بود از هیچ اعمال خلافی فروگذار نکرد و این امر دست او را برای اختلاس‌های کلان اقتصادی باز گذاشت، رسوایی‌های اقتصادی بی‌شماری که یاروسلاو در طی دوران نخست‌وزیری اش مرتکب شد، پارلمان لهستان را وادار کرد که دیگر سکوت نکند، همچنین او نام حزبش «قانون و عدالت» را نیز با اعمال خلاف قانونش زیر سؤال برده بود. پارلمان سرانجام در آوریل ۲۰۰۷ رای به عدم صلاحیت یاروسلاو کاسزینسکی داد، این بار برادرش نیز نتوانست کاری برایش انجام دهد، رئیس‌جمهور لخ کاسزینسکی در سپتامبر ۲۰۰۷ حکم عزل همزادش را صادر نمود، و در نوامبر ۲۰۰۷ دونالد توسک را به عنوان نخست‌وزیر جدید لهستان انتخاب کرد،
امروزه مهم‌ترین دغدغهٔ سیاست خارجی لهستان برپایی سامانهٔ دفاع ضد موشکی آمریکا در خاک این کشور است که با مخالفت شدید روسیه همراه شده است.
نوع حکومت لهستان، جمهوری چندحزبی است که دارای دو مجلس قانون‌گذاری است. از اوت ۲۰۱۰، رئیس‌جمهور این کشور، برونیسلاو کوموروفسکی، و نخست‌وزیر وی، اوا کوپاچ است.

## قانون
قانون اساسی لهستان قانون عالی در لهستان است و نظام حقوقی لهستان بر اساس اصل حقوق مدنی و آزادی افراد در برابر دولت و حکومت کشور است.

## نیروی نظامی

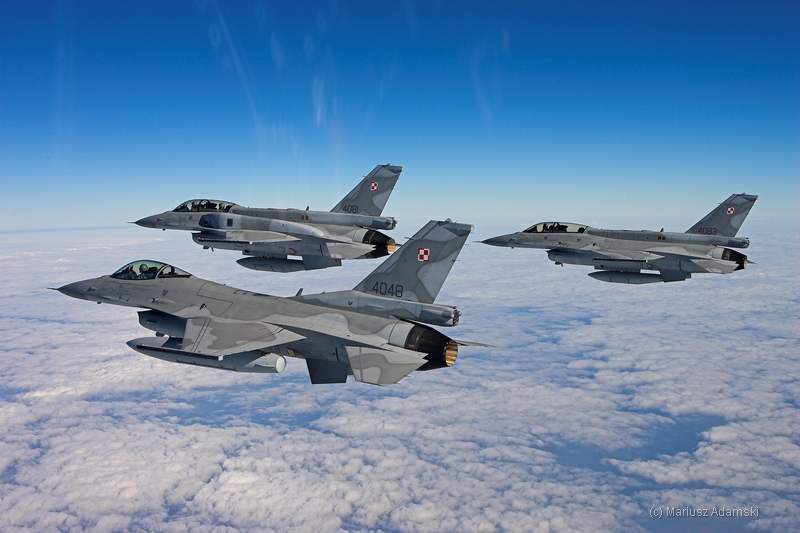
نیروی هوایی لهستان

نیروهای مسلح لهستانی از چهار شاخه تشکیل شده‌اند: نیروهای زمینی، نیروی دریایی، نیروی هوایی (Siły Powietrzne)، نیروهای ویژه و نیروی دفاع منطقه‌ای - یک بخش نظامی از نیروهای لهستانی لهستان از سال ۲۰۱۶ برنامه‌ریزی شده است. نیروهای نظامی، هنگامی که به‌طور کامل فعال هستند، شامل ۵۳۰۰۰ نفر می‌شود که برای مقابله با تهدیدات بالقوه جنگ‌های ترکیبی آموزش دیده و مجهز خواهند بود. ارتش متعلق به وزیر دفاع کشور است؛ با این حال، فرمانده ارشد رئیس‌جمهوری است.
مهم‌ترین مأموریت نیروهای مسلح، دفاع از تمامیت ارضی لهستان و منافع ملی لهستان است. یکی از هدف‌های امنیت ملی لهستان این است که با نوسازی و سازماندهی مجدد ارتش خود، با نهادهای دفاع، اقتصادی و سیاسی ناتو و اروپا هماهنگ شود. نیروهای مسلح بر اساس استانداردهای ناتو سازماندهی شده‌اند. خدمت نظامی اجباری (سربازی) برای مردان در سال ۲۰۰۸ متوقف شد. از سال ۲۰۰۷ تا سال ۲۰۰۸، خدمات اجباری ۹ ماه بود.

## تقسیمات کشوری
لهستان شامل ۱۶ استان می‌باشد:
| استان                            | عنوان لهستانی       | مرکز                         |
| -------------------------------- | ------------------- | ---------------------------- |
| دولنواشلونسکی (سلیزیا سفلی)      | Dolnoslaskie        | وروتسلاو                     |
| کویاواسکو پومورسکی               | kujawsko-pomorskie  | بیدگوشچترونی                 |
| ووجکی                            | Lodzkie             | ووج                          |
| لوبلسکی (لوبلین)                 | Lubelskie           | لوبلین                       |
| لوبوسکی (لوبوش)                  | Lubuskie            | گورژوف ویلکوپولسکیژلونا گورا |
| ماووپولسکی (لهستان کوچک‌تر)       | Malopolskie         | کراکوف                       |
| ماسوویان                         | Masovian            | ورشو                         |
| اوپولسکی (اوپوله)                | Opolskie            | اوپوله                       |
| پودکاروپاسکی (پودکارپاکیه)       | Podkaropackie       | ژشوف                         |
| پودلاسکی                         | Podlaskie           | بیاویستوک                    |
| پومورسکی (پومرانی)               | Pomorskie           | گدانسک                       |
| اشلونسکی (سیلسیان)               | Slaskie             | کاتوویتس                     |
| اشفیتوکشیسکی                     | Swietokrzyskie      | کیلتس                        |
| وارمینسکو مازورسکی وارمی-ماسوری) | Warminsko-Mazurskie | الشتین                       |
| ویلکوپولسکی (لهستان بزرگ‌تر)      | Wielkopolskie       | پوزنان                       |
| زاخودنی پومورسکی (پومرانی غربی)  | Zachodniopomorskie  | شچچین                        |

## جغرافیا
پایتخت لهستان شهر ورشو (Warsaw)، با جمعیت بالغ بر ۱٬۷۱۶٬۰۰۰ نفری (طبق سرشماری سال ۲۰۱۰) بزرگ‌ترین و پرجمعیت‌ترین شهر این کشور محسوب می‌شود. این کشور دارای قدمت تاریخی است.
مساحت آن ۳۱۲۶۸۵ کیلومتر مربع است که در رده شصت و هشتم کشورهای جهان قرار می‌گیرد.
از مهم‌ترین شهرهای لهستان می‌توان به کراکوف ۷۵۶ هزار نفر، ووچ ۷۴۲ هزار نفر، وروتسلاو ۶۳۲ هزار نفر، پوزنان ۵۷۰ هزار نفر، گدانسک ۴۶۱ هزار نفر، اشچچین و کاتوویتس اشاره کرد.

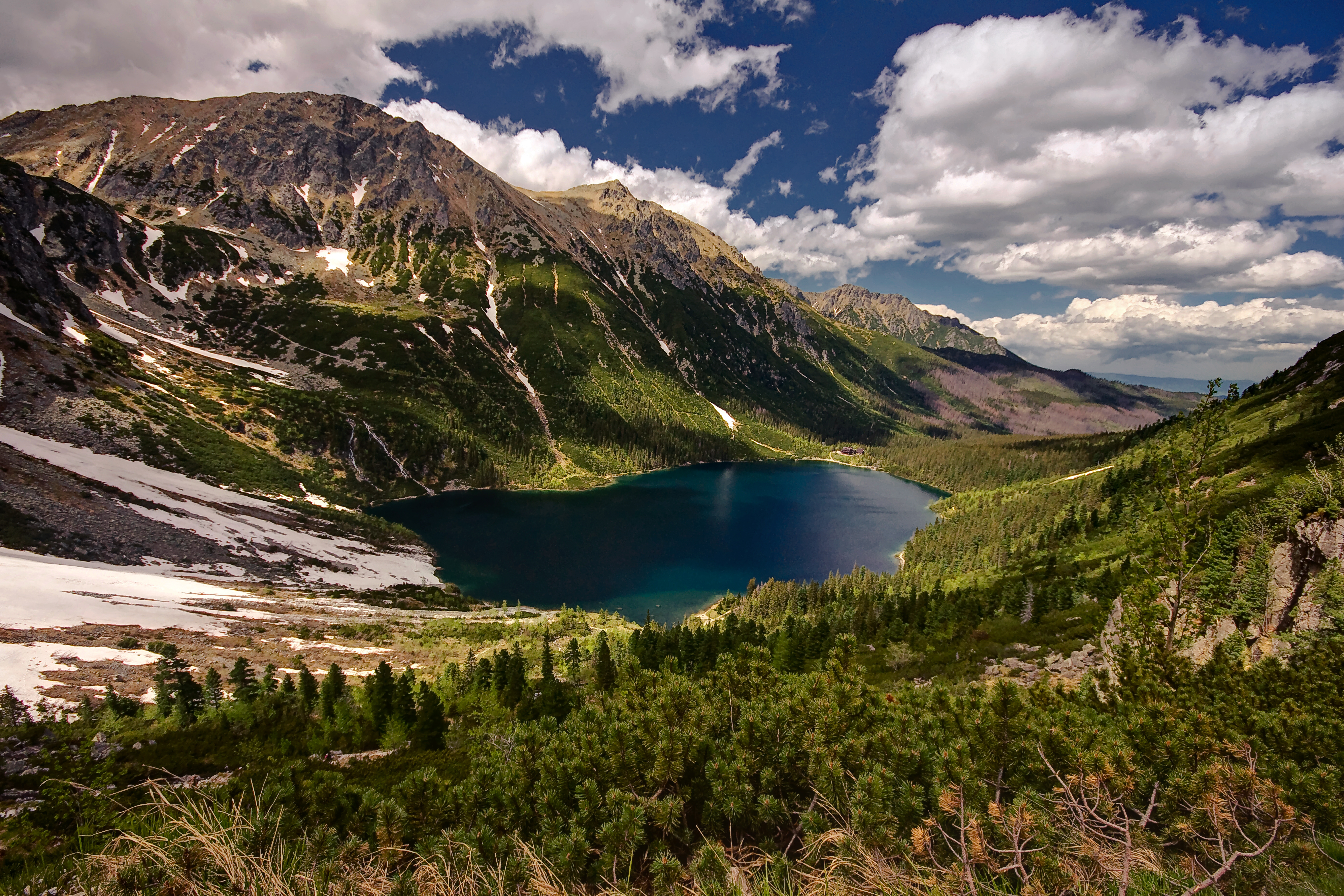
کوه‌های تاترا در بخش جنوبی لهستان

جنوب لهستان را کوه‌های کارپات دربر گرفته‌اند، رودهای اودر و نیسه هم نیز در غرب لهستان جریان دارند، از جمله رودهای مهم لهستان می‌توان به، ویستولا (Vistula)، وارتا و باگ اشاره کرد که نقش مهمی در تجارت لهستان ایفا می‌کنند. بلندترین نقطهٔ لهستان، کوه ریسی (Rysy) با ارتفاع ۲۴۹۹ متر می‌باشد که در جنوب لهستان و هم‌مرز با اسلوواکی در میان کوهستان کارپات قرار دارد.

## اقتصاد
اقتصاد لِهِستان در اروپا از جایگاه هشتم برخوردار است و بزرگ‌ترین در میان کشورهای اروپایی تازه استقلال‌یافته از شوروی سابق است.
دارای تولید ناخالص داخلی (GDP) به ارزش ۵۲۴٬۵ میلیارد دلار آمریکا است (۲۰۱۷).
لهستان به عنوان اقتصاد با درآمد بالا توسط بانک جهانی طبقه‌بندی شده است. لهستان در سال ۲۰۱۷ جایگاه بیست و سوم جهان از نظر تولید ناخالص داخلی (GDP) و همچنین بیست و چهارم در شاخص تجارت آسان را داشته است. این کشور دارای اقتصاد متنوعی است که در شاخص پیچیدگی اقتصادی در سال ۲۰۱۶ جایگاه بیست و یکم را دارا بود. بزرگ‌ترین جزء اقتصاد آن بخش خدمات (۶۲٬۳ درصد)، پس از آن صنعت (۳۴٬۲ درصد) و کشاورزی (۳٬۵ درصد) است.
واحد پول لهستان زلوتی جدید است که از اوایل ژانویه ۱۹۹۵ در این کشور رایج گردیده و هر زلوتی جدید شامل ۱۰۰ گروش است.
اسکناس‌های رایج ۱۰، ۲۰، ۵۰، ۱۰۰، و ۲۰۰ زلوتی است؛ و سکه‌های در گردش ۱، ۲، ۵، ۱۰، ۲۰ و ۵۰ گروش، همچنین ۱، ۲ و ۵ زلوتی هستند.
نرخ زلوتی در ژانویه ۲۰۱۹ نسبت به دلار آمریکا برابر با ۳٬۷۵ واحد بود.
مهم‌ترین صادرات لهستان را، ماشین‌آلات و تجهیزات حمل و نقل، خواربار و حیوانات زنده و فراورده‌های کشاورزی تشکیل می‌دهند.
لهستان تولیدکنندهٔ سیب‌زمینی و چاودار و نیز یکی از بزرگ‌ترین تولیدکنندگان چغندر قند در اتحادیه اروپا است.

## مردم
۹۶ ٪ نژاد مردم لهستان را، لهستانی‌ها، ۱ ٪ را آلمانی، ۱ ٪ را بلاروس‌ها و ۱ ٪ را نیز اوکراینی‌ها تشکیل می‌دهند، همچنین مذهب ۹۰ ٪ لهستانی‌ها، کاتولیک، ۱ ٪ ارتدکس و ۱ ٪ نیز پروتستان می‌باشد. زبان لهستانی، زبان رسمی کشور لهستان است.
نژادهای زیر در لهستان به چشم می‌خورد:
- لهستانی ۹۸٬۷ درصد
- اوکراینی ۰٬۶ درصد
- آلمانی ۰٬۴ درصد
- بلاروسی ۰٬۱ درصد

در مورد مذاهب موجود در این کشور می‌توان به موارد زیر اشاره کرد:
- کاتولیک ۹۵ درصد
- ارتودوکس ۲٬۳ درصد
- پروتستان ۰٬۴ درصد

نیکولو ماکیاولی در مورد لهستانیان و مجارها می‌گوید:
«تقریباً همهٔ توده‌های انبوه که بر کشورهای بزرگ سرازیر شده‌اند از اسکوتیا (سکاستان) آمده‌اند [...] اما علت اینکه از پانصد سال پیش به‌این طرف هیچ تودهٔ انبوهی از سکاستان به کشورهای دیگر هجوم نبرده است این است که، از یک‌سو، در زمانی که امپراتوری روم غربی روبه زوال نهاده بود، بیش از سی قبیله از سرزمین سکاستان راه مهاجرت در پیش گرفته بودند و، در نتیجه، جمعیت آنجا کاهش یافته است، و از سوی دیگر، کشورهای آلمان و هنگری (مجارستان)، که پیشتر گروه‌های عظیمی از آنجا مهاجرت می‌کردند، امروزه چنان متمدن شده‌اند که مردمان در آنجا آسوده زندگی می‌کنند و احتیاجی به ترک مسکن و مأوای خود ندارند. از این گذشته، ساکنان آن دو کشور چون بسیار جنگاورند، سدی در برابر سکاستانیان ساخته‌اند. تاتارها نیز بارها به‌قصد مهاجرت به‌حرکت درمی‌آیند ولی مردمان هنگری و لهستان از پیشروی آن‌ها جلوگیری می‌کنند و، از این‌رو، می‌بالند به اینکه اگر جنگ‌افزارهای ایشان نبود، ایتالیا و کلیسا بارها پایمال تاتارها شده‌بود.»— نیکولو ماکیاولی، گفتارهایی در باب ده کتاب نخست تیتوس لیویوس، ترجمهٔ محمد حسن لطفی، انتشارات خوارزمی، ص۲۱۶–۲۱۷

## گردشگری
تعداد گردشگران لهستان پس از پیوستنش به اتحادیه اروپا در سال ۲۰۰۴، به‌شدت افزایش یافت. گردشگری به‌طور کلی به اقتصاد این کشور کمک می‌کند و بخش نسبتاً زیادی از بازار اقتصادی خدماتی کشور را تشکیل می‌دهد. لهستان ششمین کشور پر بازدید جهان توسط گردشگران خارجی است که توسط سازمان جهانی گردشگری (UNWTO) رتبه‌بندی شده است.
جاذبه‌های گردشگری در لهستان بسیار گوناگون هستند و از کوه‌های جنوبی تا سواحل شنی در شمال، با دنباله‌ای از تقریباً هر سبک معماری، مقصد جذابی برای گردشگران است. پرطرفدارترین شهر کراکوف است که سابقه پایتخت لهستان بودن را داشته و به‌عنوان عتیقه عصر طلایی رنسانس لهستان عمل می‌کند.

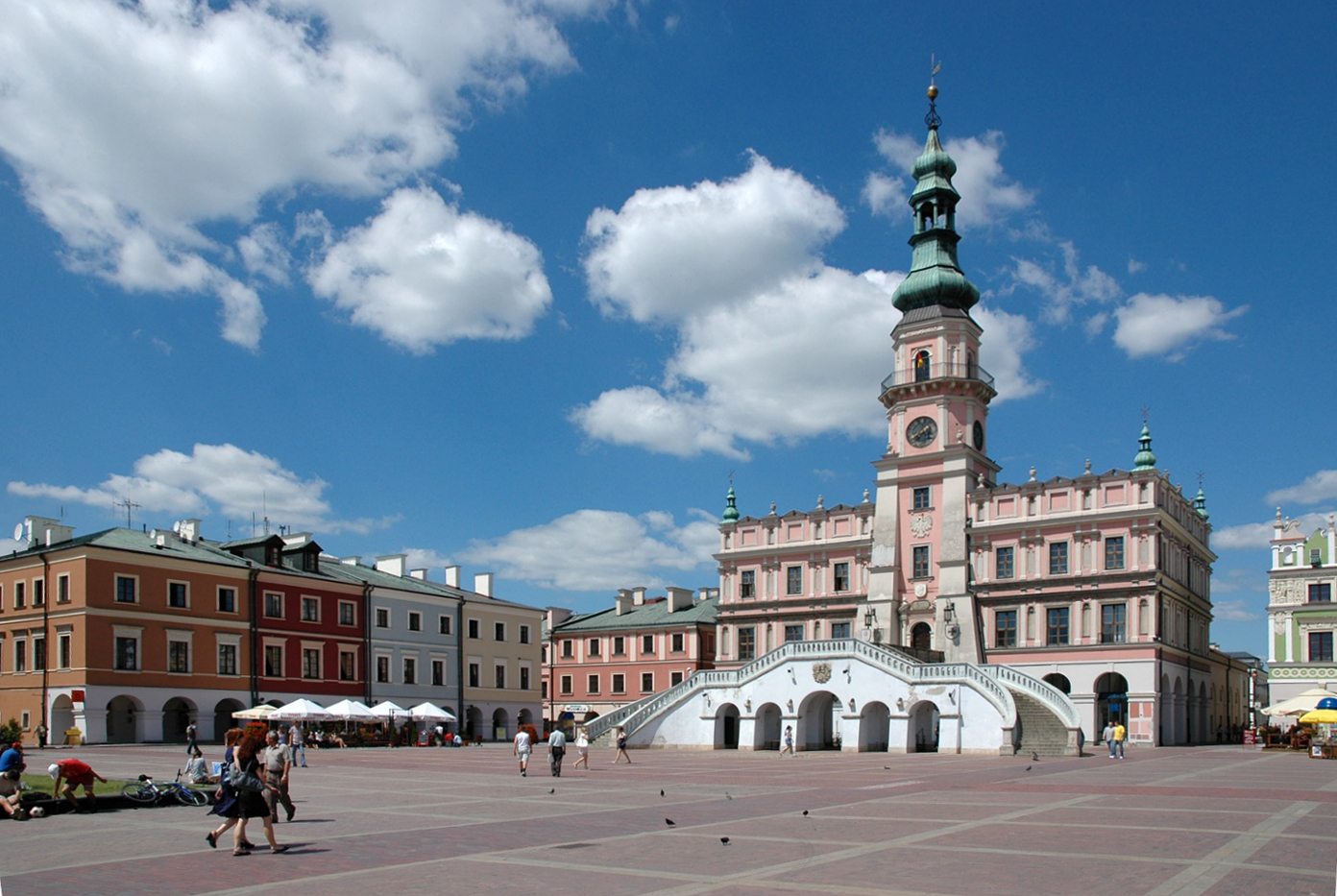
زاموشچ
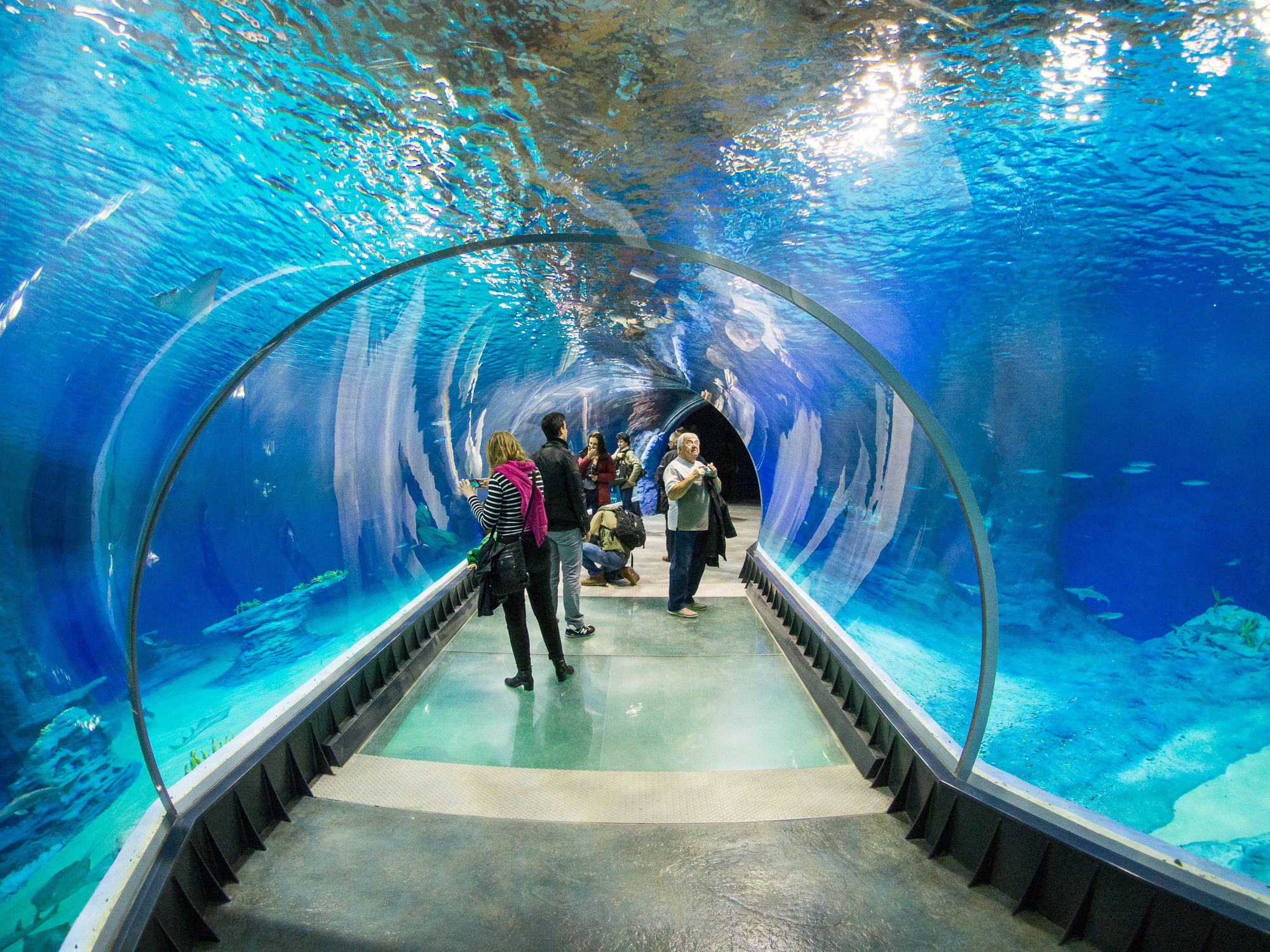
آکواریوم تونلی
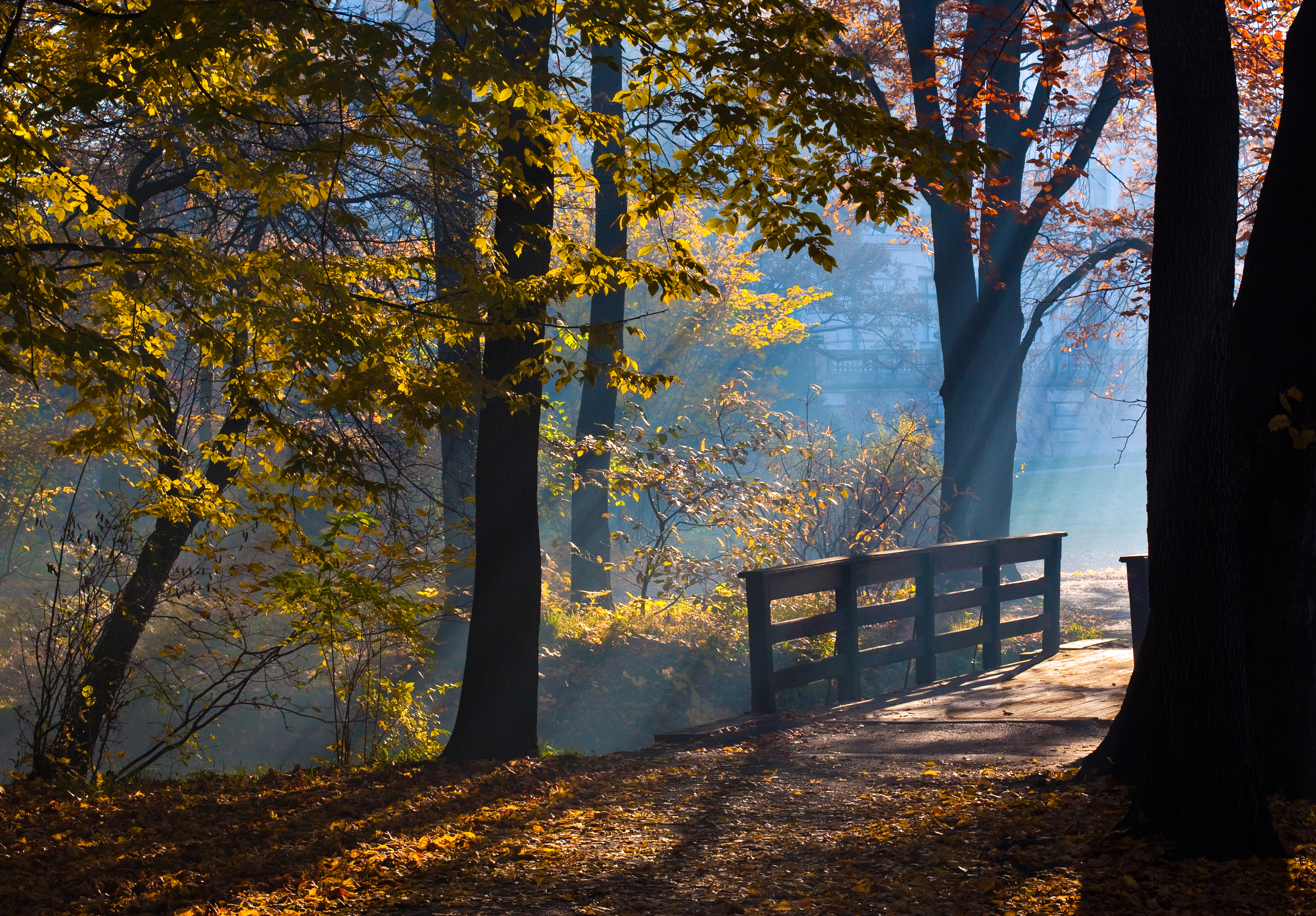
پارک قلعه میراث
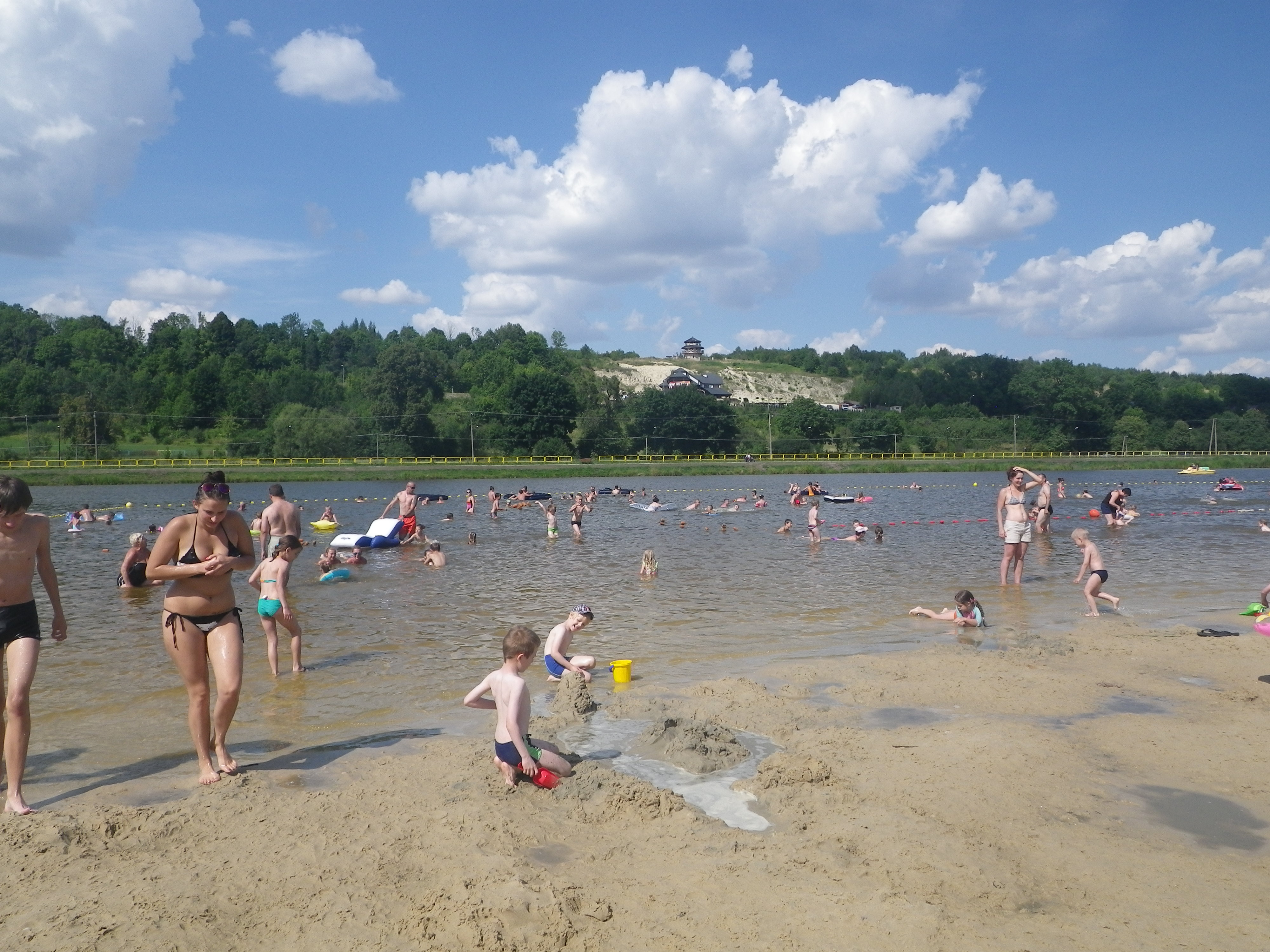
ساحل دریاچه‌ای محافظت‌شده
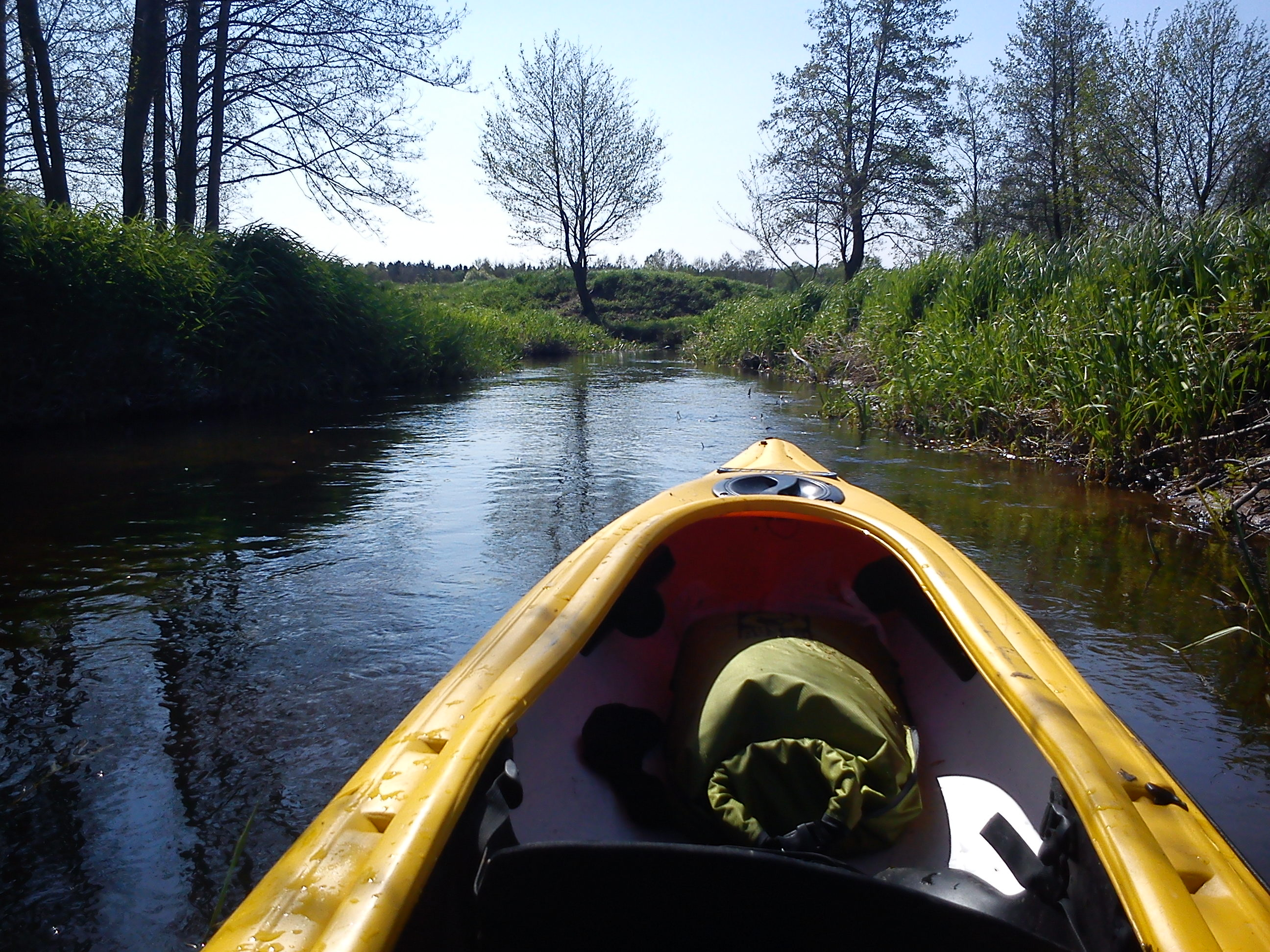
قایقرانی در لهستان
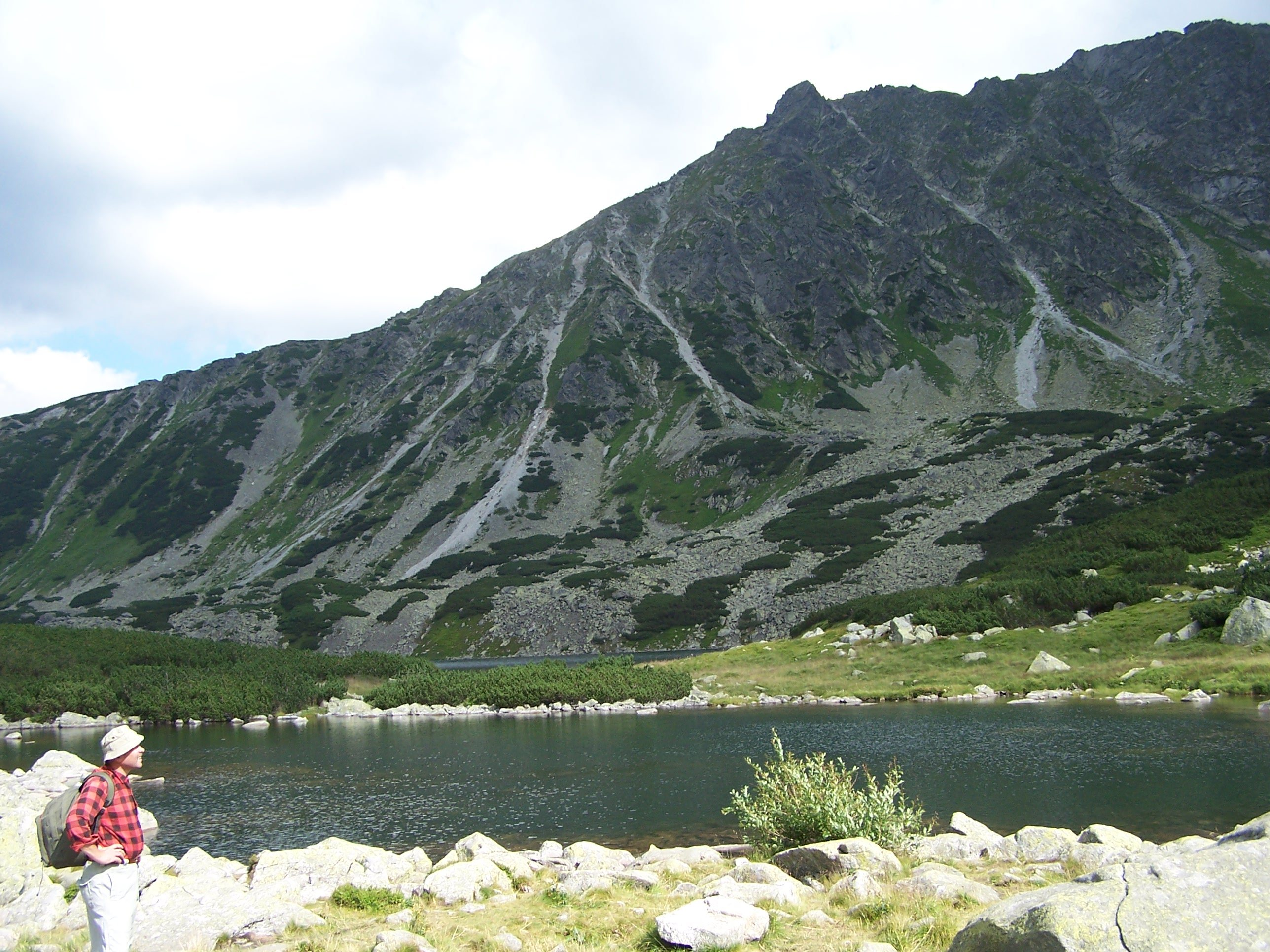
پیاده‌روی و طبیعت‌گردی
لوت پولیش ایرلاینز، یکی از قدیمی‌ترین شرکت‌های هواپیمایی جهان

ارائه خدمات گردشگری مهم لهستان شامل فعالیت‌های در فضای بازمانند اسکی، قایقرانی، پیاده‌روی کوهستانی و صعود به قله و همچنین آژانس گردشگری، یا بازدید از آثار تاریخی است. مقصدهای گردشگری شامل ساحل دریای بالتیک در شمال است؛ منطقه دریاچه ماسوره و جنگل Białowieża در شرق؛ در جنوب Karkonosze و کوه‌های تاترا است؛ در این کشور بیش از صد قلعه نیز وجود دارد که بسیاری در ویلوسی سلیس پایین و در امتداد تپه‌های محبوب «غارهای عقاب» قرار دارند.

## ورزش

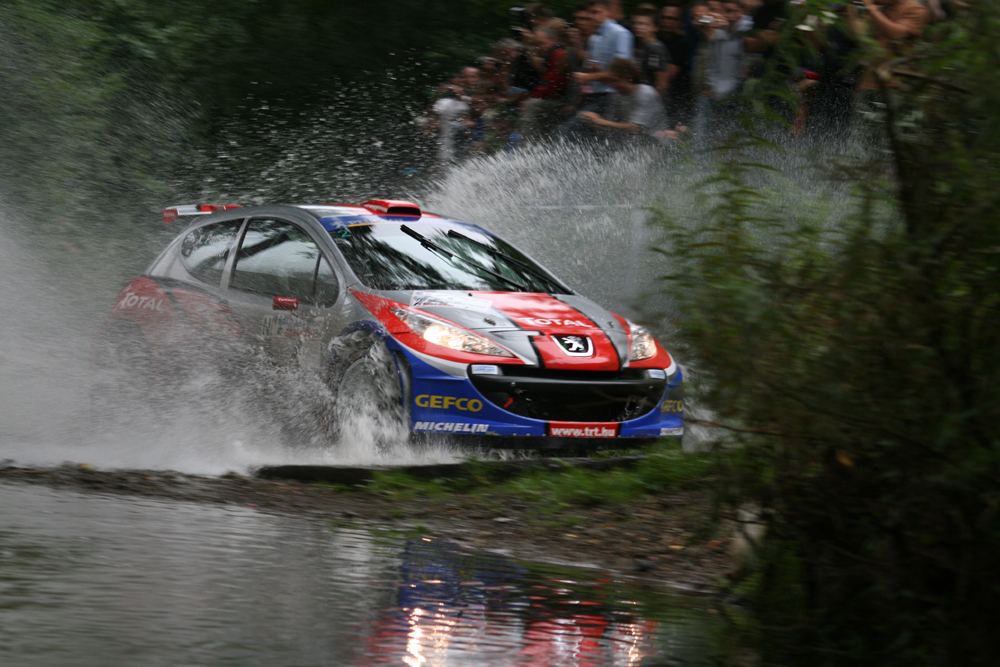
مسابقات رالی در لهستان

ورزش در لهستان شامل تقریباً تمام رشته‌های ورزشی است، به ویژه: رالی، جاده سریع‌السیر، بسکتبال، بوکس، شمشیربازی، فوتبال، فوتبال آمریکایی، هندبال، هاکی روی یخ، شنا، سوارکاری، والیبال، وزنه‌برداری، اسکی، دوچرخه‌سواری، دو و میدانی و فرمول یک. والیبال ورزش اول لهستان و فوتبال و والیبال محبوب‌ترین ورزش‌های کشور لهستان محسوب می‌شوند. روبرت لواندوفسکی فوتبالیست سرشناس این کشور می‌باشد.

## مهاجرت لهستانی‌ها به ایران
مهاجرت لهستانی‌ها به ایران در میانه جنگ دوم جهانی روی داد. در طی سال‌های ۱۳۲۰ الی ۱۳۲۳ خورشیدی بیش از ۱۵۰ هزار نفر از لهستانی‌ها برای مهاجرت به فلسطین و آفریقا، از کشور اتحاد جماهیر شوروی وارد خاک ایران شدند.
پس از دو سال و با آغاز حمله آلمان به شوروی، استالین مجبور شد با دولت در تبعید لهستان از در دوستی درآمده و فرماندهی واحدی در مقابل آلمان در جبهه لهستان ایجاد کند. طبق این توافق قرار بر این شد که علاوه بر عبور افراد نظامی تجهیز شده لهستانی از خاک ایران، زندانیان و افراد داخل اردوگاه‌ها نیز از طریق ایران به فلسطین و آفریقا مهاجرت کنند. این عمل با نقض بی‌طرفی ایران و اشغال ایران توسط قوای انگلیسی و سپس روسیه در تاریخ سوم شهریور ۱۳۲۰، امکان‌پذیر گشت.
نخستین گروه در اوایل فروردین ۱۳۲۱ با چهار کشتی روسی که حامل ۲۹۰۰ نفر سرباز و مهاجر بود، وارد بندر انزلی (پهلوی سابق) شدند. این نیروی نظامی قرار بود از طریق همدان و کرمانشاه به عراق بروند. تعداد مهاجرین در اردیبهشت ۱۳۲۱ خورشیدی به حدود ۱۳۰۰۰ نفر رسید.

## یادداشت
1. ↑  Pole
2. ↑  Lenkija
3. ↑  Lengyelorszá
4. ↑  Lehastan
5. ↑  Józef Piłsudski
6. ↑  Ignacy Jan Paderewski
7. ↑  Władysław Raczkiewicz
8. ↑  Władysław Gomułka
9. ↑  Leszek Miller
10. ↑  Marek Belka
11. ↑  Kazimierz Marcinkiewicz
12. ↑  Wojska Lądowe
13. ↑  Marynarka Wojenna
14. ↑  Wojska Specjalne
15. ↑  Oder
16. ↑  Neisse
17. ↑  Warta
18. ↑  Bug
19. ↑  New Złoty
20. ↑  Grosz